# Just-in-time-Vertrag
Eine Just-in-time-Vereinbarung ist eine Vereinbarung der Leistungszeit und häufig auch ausdrücklich über die Rechtsfolgen ihrer Nichteinhaltung. Sie stammt aus dem Unternehmensbereich und bezweckt durch die zeitgenaue Lieferung von Stoffen zur unmittelbaren Weiterverarbeitung die Ersparnis von Lagerkosten (Just-in-time-Produktion). 
Die Just-in-time-Vereinbarung bestimmt typischerweise, dass der Schuldner die Leistung dem Gläubiger zu einem genau bestimmten Zeitpunkt zu erbringen hat und dass er anderenfalls ohne Nachfristsetzung des Gläubigers diesem schadensersatzpflichtig wird. Sie stellt eine Unterform des Fixgeschäfts dar.
Solche Vereinbarungen sind zum Beispiel üblich, wenn der Gläubiger in Just-in-time produziert. Sie sind im BGB nicht ausdrücklich als Vertragstyp geregelt. Ihre Vereinbarung ist aber mögliche Ausprägung der allgemeinen Vertragsfreiheit. Liefert der Schuldner nicht fristgerecht, kann der Gläubiger Schadensersatz statt der Leistung verlangen (§ 280, § 281 BGB). Dabei muss der Gläubiger wegen der vereinbarten besonderen Bedeutung der zeitgenauen Lieferung dem Schuldner ausnahmsweise keine Nachfrist setzen, damit er Schadensersatz verlangen kann. Es liegt ein besonderer Umstand im Sinne des § 281 Abs. 2 Fall 2 BGB vor, der eine sofortige Geltendmachung des Schadensersatzanspruchs rechtfertigt, etwa wenn sich der Gläubiger anderweitig und teurer Ersatz besorgt hat, einen den Umständen nach wahrscheinlichen Gewinn nicht realisieren kann oder selbst schadensersatzpflichtig wird.